# Daniel Glaus
Daniel Glaus (* 16. Juli 1957 in Bern) ist ein Schweizer Organist und Komponist. Er ist zurzeit Professor an der Hochschule für Musik und Theater Zürich, der Hochschule der Künste Bern und Organist des Berner Münsters.

## Leben
Glaus studierte in Bern, Freiburg und Paris Musiktheorie (Theo Hirsbrunner), Komposition (Klaus Huber, Brian Ferneyhough), Orgel (Heinrich Gurtner, Gaston Litaize, Daniel Roth, Luigi Ferdinando Tagliavini, Harald Vogel, Gerd Zacher) und Dirigieren (Erich Schmid). Er arbeitete bislang als Komponist, Kirchenmusiker (Stadtkirche Biel, Berner Münster) und ist Professor an der Zürcher Hochschule der Künste für Komposition und Instrumentation und an der Hochschule der Künste Bern für Orgel und Komposition. Glaus gibt auch international Auftritte als Organist und engagiert sich im Bereich des Orgelbaus. So entwickelte er im Rahmen seines Forschungsprojektes Innov-Organ-um mit seinem Team eine winddynamische Orgel, bei der durch blosse Tastensteuerung die Dynamik, Klangfarbe und Tonhöhe beeinflusst werden kann. Er war Mitinitiant des IV. Internationalen Kongresses für Kirchenmusik Ittingen 1997 als Weiterführung der drei Kirchenmusikkongresse in Bern 1952, 1962 und 1972.
Glaus wurde von Begegnungen mit Komponisten wie Pierre Boulez, Gérard Grisey, Heinz Holliger, György Ligeti, Tristan Murail, Luigi Nono und Iannis Xenakis geprägt, ausserhalb des Bereichs der Komposition sind für ihn auch Augustinus von Hippo, Massimo Cacciari, Heraklit, Paul Wilhelm von Keppler, Meister Eckhart, Maimonides, Platon, Rainer Maria Rilke, Emanuel Swedenborg, der Sohar und Naturphänomene im Allgemeinen von Bedeutung.
Seine Werke werden von namhaften Musikern und Orchestern (The Hilliard Ensemble, Christoph Poppen, Thomas Zehetmair, Fabrice Bollon, Mario Venzago, Christian Arming, Münchener Kammerorchester, Deutsche Radio Philharmonie, The New Japan Philharmonic, sinfonietta basel, Berner Sinfonieorchester u. a.) an internationalen Festivals aufgeführt (Dresdner Musikfestspiele, Lucerne Festival, Junifestwochen Zürich, Kasseler Musiktage, ISCM World Music Days, Biennale Bern, Kultursommer Altenberg u. a.).

## Werk
- Orgelstücke (von Umfang und Dauer von wenigen Minuten bis zur komplexeren 25-minütigen Kirchen-(Raum-)Musik)
- Vokalmusik (fünf Oratorien Hüllen des Abgrunds (1986/87) und Sunt lacrimae rerum (1988/89), Komposition zu Meister Eckhart (1994/95), Sola quae cantat audit et cui cantatur (2008/09), Von den vier Enden der Welten (2010/11) mehrere Kantaten, Motetten, Lieder für Solostimme oder mit Begleitung)
- Kammermusik (drei Streichquartette mit dem jeweiligen Namen «Nr. 1–3», Solostücke, Duos, Trios, Fuge für Streichquartett u. a., Zyklen wie in hora mortis, neun Versuche über die gregorianische Missa pro defunctis für Klaviertrio (1987–93))
- Orchesterwerke (Traum (1978/79) für Bläser und Streicher, Florestan und Eusebius für zwei Orchester (1981), Meteorsteine (mit Saxophon, 1987), Sephiroth-Symphonien Nr. 1–4 (1999–2004))
- Zyklus De Angelis (in memoriam Luigi Nono, 1990–1993):
  - De Angelis I: Orgel
  - De Angelis II: Chor
  - De Angelis II: Duo für Flöte und Orgel mit mechanischer Registertraktur
  - De Angelis IV: Motetten und Gesänge zum Karfreitag
  - De Angelis V: 2 Orgeln, improvisierende Klarinettisten und 3 Instrumentalensembles
- zwei Kammeropern Zerstreute Wege (mit 4-Kanal-Tonband, 1981–1983) und Die hellen Nächte (mit Akkordeon, 1987–1997)

## Ehrungen
- 1988 Paris-Stipendium des Kantons Bern
- 1992 Werkjahr der Stadt Zürich
- 2006 verlieh ihm die Christkatholische und Evangelische Theologische Fakultät der Universität Bern die Ehrendoktorwürde
- 2009 Musikpreis des Kantons Bern